# 伯克街
伯克街是澳大利亚墨尔本中央商务区的主要街道之一，也是霍德尔路网的核心特征。传统上，这条街是墨尔本市中心的娱乐中心，现在也是一个受欢迎的旅游目的地。
伯克街大致为东西走向，沿其长轴将市中心一分为二。 伯克街与南面的小科林斯街（Little Collins Street）和北面的小伯克街平行。
伯克街东到司布林街和议会大厦，西到科林斯街。中间由南十字车站和史宾塞街将其分割为两段：东段历史悠久的市中心，和西段现代的码头区（Docklands）。 
在“奇妙的墨尔本”（Marvellous Melbourne）时代，在伯克街曾开设了许多剧院和电影院。如今，它仍然是一个主要的零售区，伯克街购物中心（Bourke Street Mall）位于伊丽莎白街和斯旺斯顿街之间，西区有许多办公室，东区有餐馆。它的活泼和活跃，与附近科林斯街的严肃正式形成对比。
伯克街是以爱尔兰出生的英国军官理查德·伯克（Richard Bourke）命名，1831年至1837年在规划霍德尔路网期间担任新南威尔士州州长。

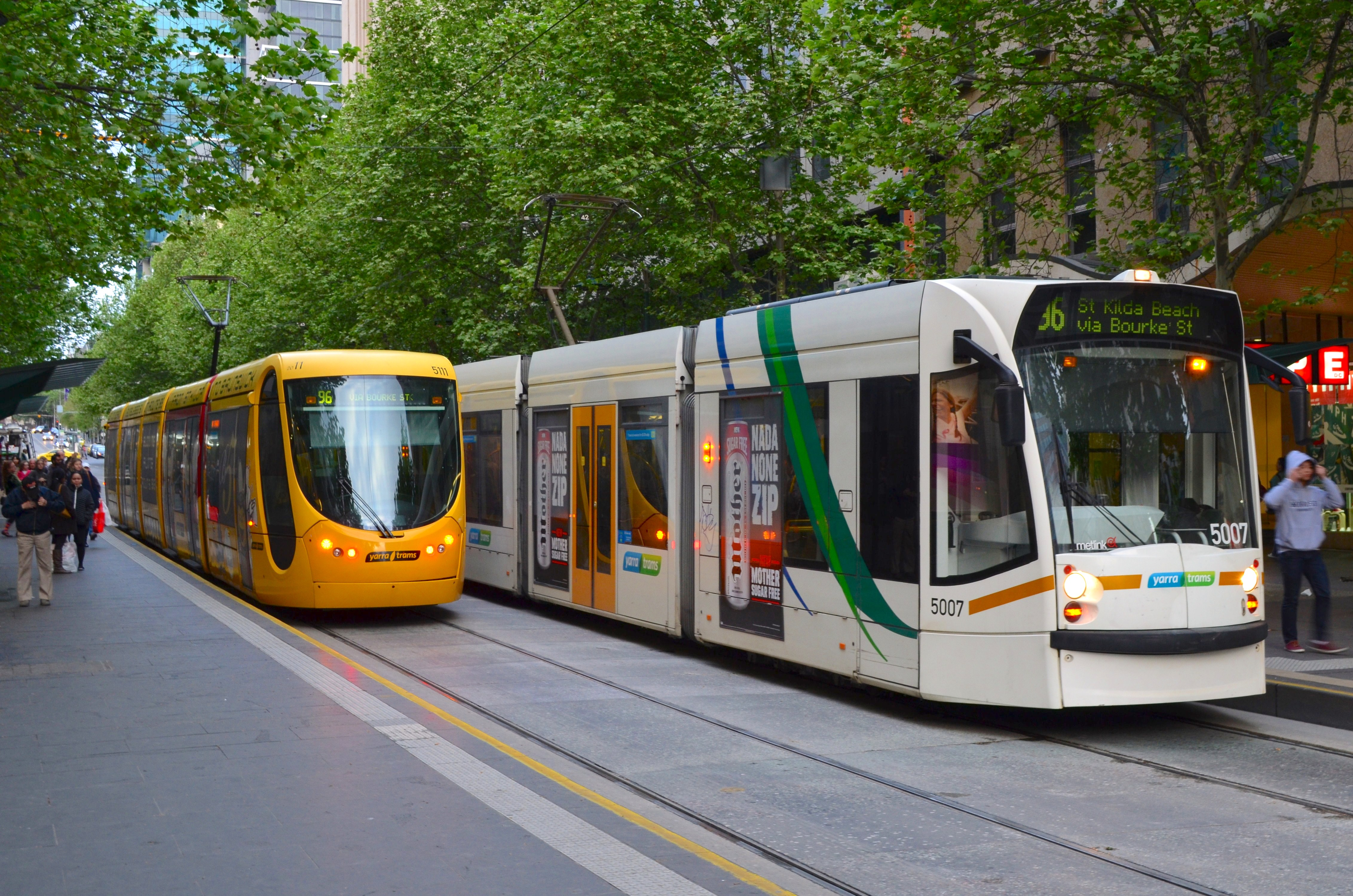
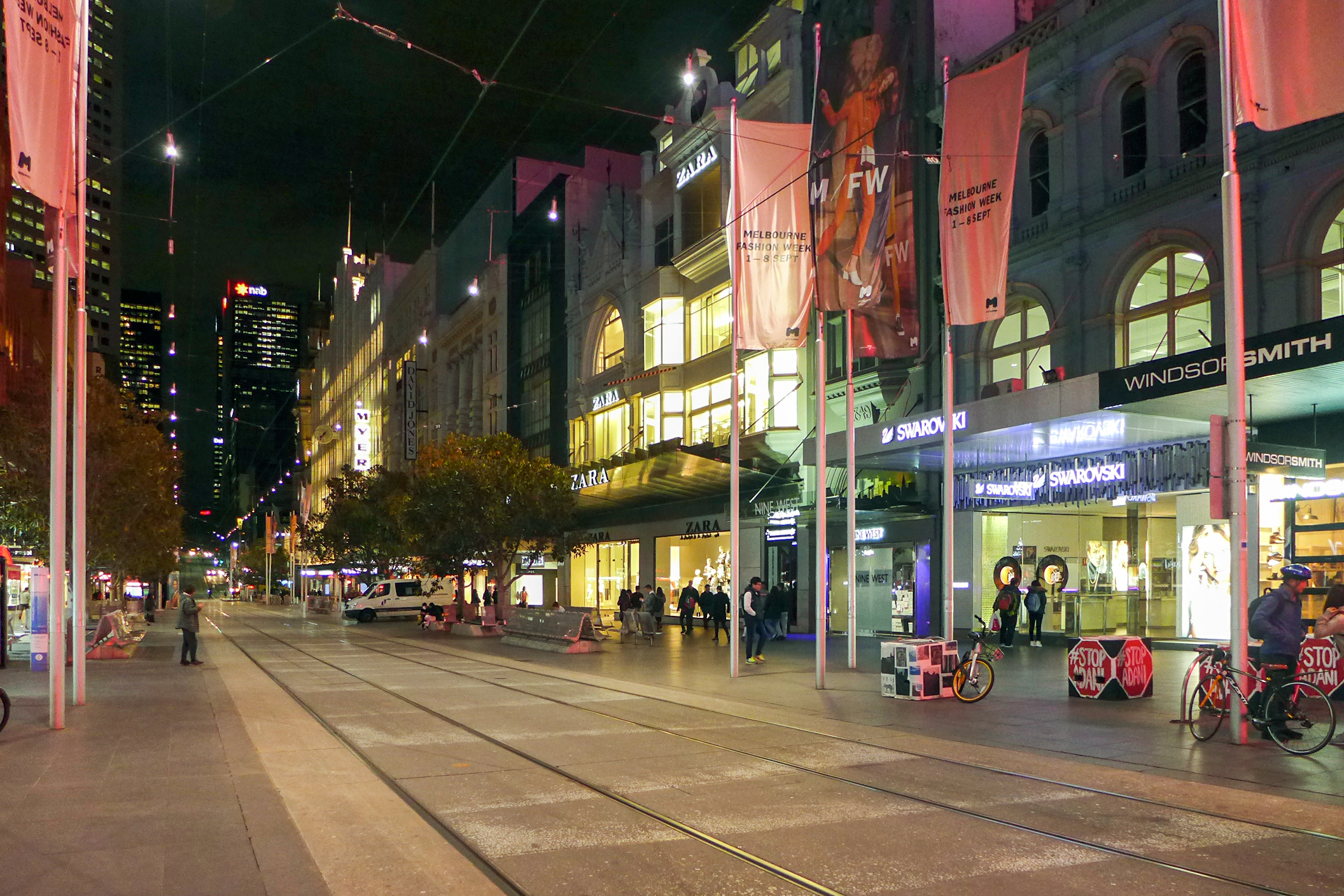
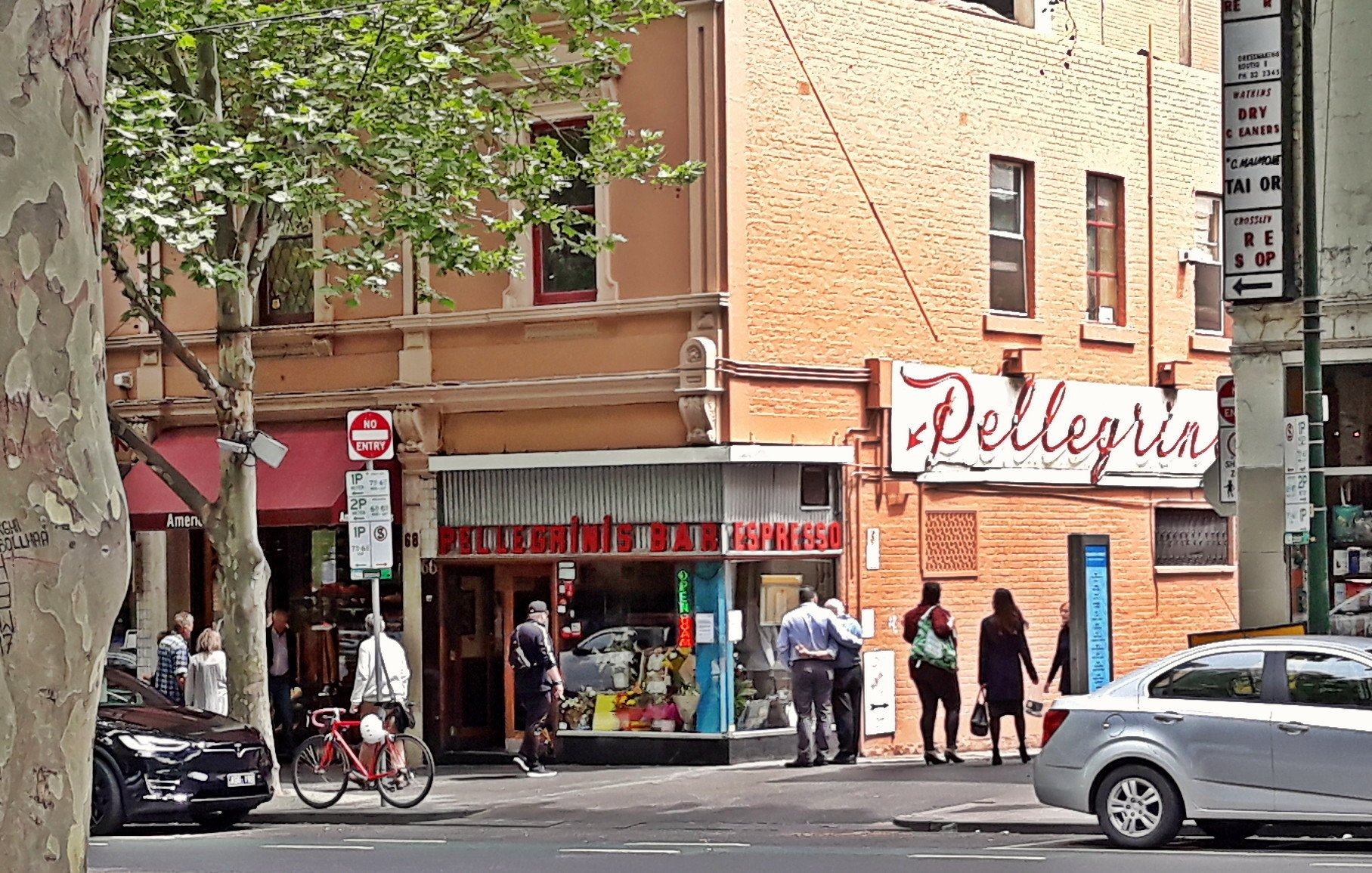
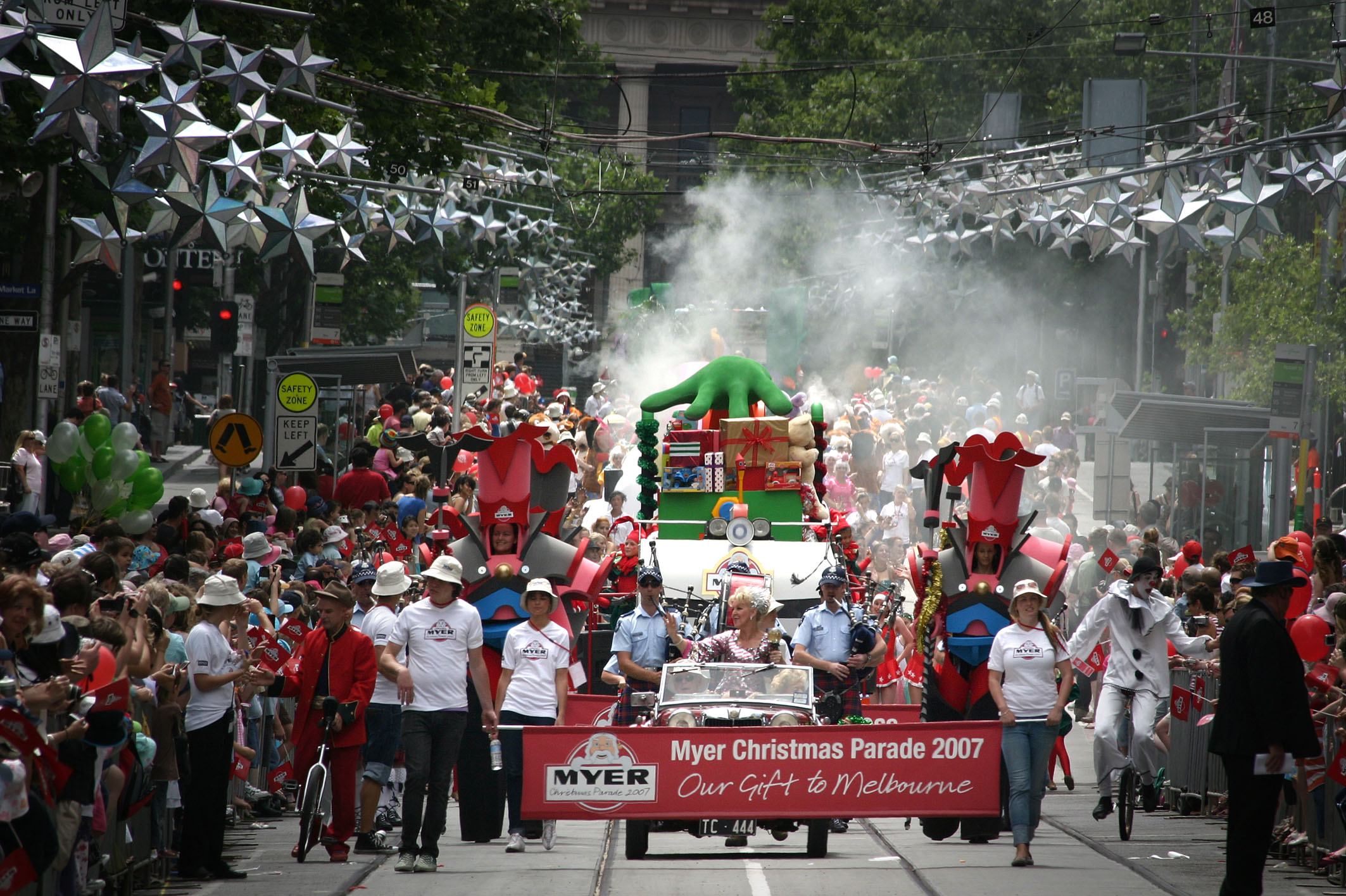
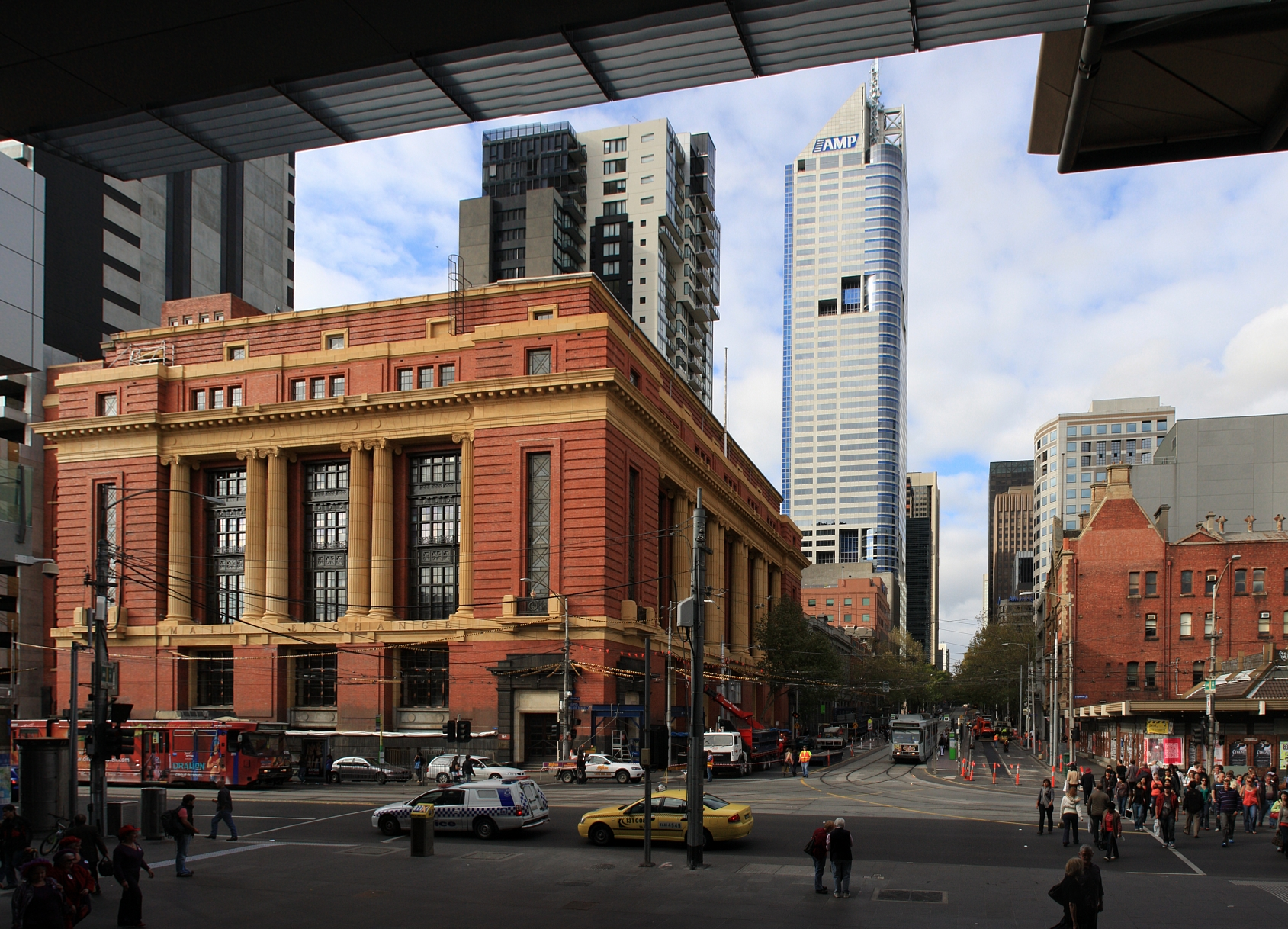